# HD 190306
HD 190306，又名CD-3314700，SAO 211798、HR 7668，是一颗恒星，视星等为6.53，位于銀經8.38，銀緯-29.04，其B1900.0坐标为赤經19h 59m 9.4s，赤緯-33° -29.04′ 59″。